# Gascontrol Aréna
Gascontrol Aréna je sezónní komerční název užívaný pro Víceúčelovou halu, jejíž součástí je zimní stadion, kde své zápasy hraje AZ Havířov. Víceúčelová hala je v majetku města, které souhlasilo s umístěním loga hlavního sponzora klubu na čelo haly.
Stadion byl slavnostně otevřen 13. listopadu 1968 druholigovým hokejovým zápasem mezi AZ Havířov a Duklou Hodonín. Domácí tým tehdy prohrál 2:3. 
24. dubna 1984 vystoupil v hale anglický zpěvák Elton John. Hala hostila také italského zpěváka Druppiho, 16. 6. 1991 brazilskou metalovou kapelu Sepultura a 28. září 2004 německou kapelu Alphaville. Z domácí scény v hale vystupovali Karel Gott, Lucie Bílá, Helena Vondráčková, Eva Urbanová a další. 
Dne 20. června 2017 došlo k podpisu smlouvy o spolupráci mezi klubem AZ Heimstaden Havířov a společností Gascontrol, jejímž následkem se změnil dosavadní název haly „K&K PNEU Aréna“ na „Gascontrol Aréna“.

## Galerie

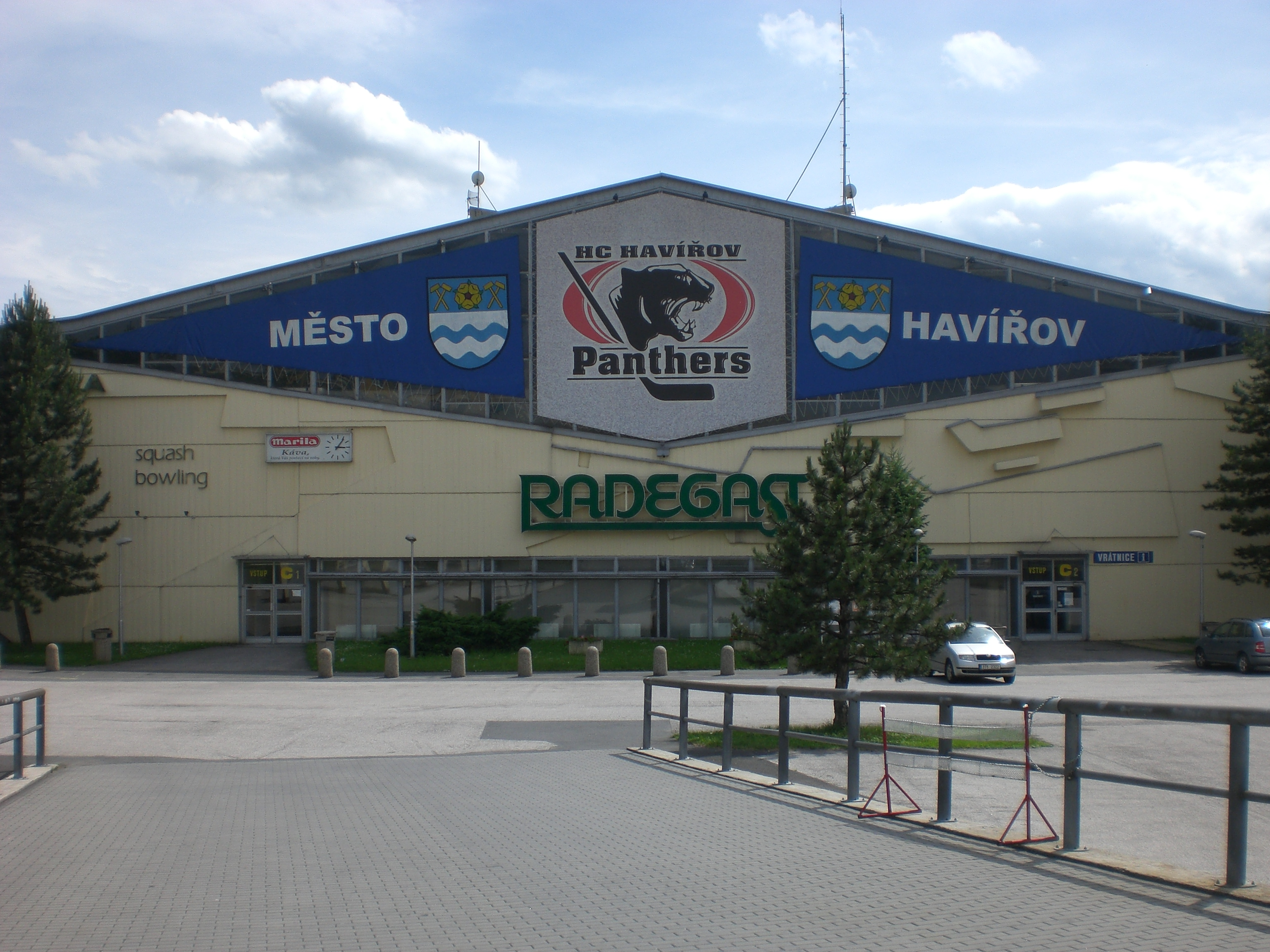
Zimní stadión v Havířově se starým logem